# Hagerty Peak
Hagerty Peak är en bergstopp i Antarktis. Den ligger i Västantarktis. Argentina, Chile och Storbritannien gör anspråk på området. Toppen på Hagerty Peak är 1 451 meter över havet.
Terrängen runt Hagerty Peak är huvudsakligen platt.  Trakten är obefolkad. Det finns inga samhällen i närheten.